# جولای سینه‌سیاه
جولای سینه‌سیاه (نام علمی: Ploceus benghalensis) نام یک گونه از سرده جولاها است.